# エリン (戦艦)
エリン (英語: HMS Erin) は、イギリス海軍が建造した超弩級戦艦である。元はオスマン帝国がイギリスに発注したレシャディエ級戦艦のネームシップで、当初は「レシャド5世（Reshad V：トルコ語: Reşad V）」と命名される予定であったが、後に「レシャディエ (Reshaddieh：Reşadiye)」と命名された。
第一次世界大戦勃発直後の1914年8月3日、完成直前の状態でイギリス政府によって接収される。レシャドはエリン (HMS Erin) と改名されて8月下旬に竣工した。
艦名のエリン (Erin) はゲール語に由来するアイルランド島の古名に由来する。

## 概要
衰退傾向にあったオスマン帝国は、不凍港を求めて南下するロシア帝国の脅威に晒されていた。ロシアの最終的な目標は、コンスタンティノープルおよびダーダネルス海峡とボスポラス海峡の掌握であった。
ロシアに脅かされるオスマン帝国に、3B政策を掲げるドイツ帝国が接近した（グレート・ゲーム、東方問題）。オスマン帝国の陸軍はドイツ帝国陸軍が派遣した軍事顧問により近代化を行うなど、親独的な立場であった。これに対し、オスマン帝国海軍はイギリス海軍から軍事顧問を受け入れるなど、イギリスとの関係を維持する。
ギリシャ王国とオスマン帝国の関係は複雑だった。ギリシャはイタリア王国からピサ級巡洋艦を輸入、装甲巡洋艦イェロギオフ・アヴェロフ (Georgios Averof) と命名した。
ギシリャ海軍が装甲巡洋艦を購入したことで、オスマン帝国との建艦競争に拍車がかかった。
オスマン帝国はギリシャの装甲巡洋艦に脅威を感じ、列強各国より大型艦を輸入しようと運動を開始する。大日本帝国にも珍田在ドイツ日本大使を通じて巡洋戦艦の購入を打診した。この時はドイツ帝国よりブランデンブルク級戦艦2隻を購入し、トゥルグート・レイス級装甲艦となった。

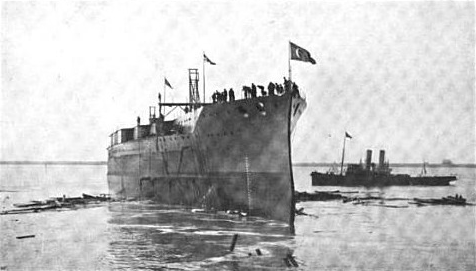
進水したレシャディエ、1913年。

オスマン帝国は1911年9月から1912年10月の伊土戦争で敗北した。1912年10月から1913年5月にかけての第一次バルカン戦争でも、バルカン同盟（セルビア、モンテネグロ、ギリシャ、ブルガリア）に敗北した（ロンドン条約、ブカレスト条約）。この状況下、オスマン帝国がドイツ帝国から輸入した戦艦2隻は前弩級戦艦だった。オスマン帝国海軍はイギリスの民間企業に超弩級戦艦を発注する。英国企業でレシャディエ級戦艦の建造が始まる。ヴィッカース社バロー造船所で建造された本艦は、当初「レシャド5世（Reshad V：Reşad V）」と命名される予定であったが、後に「レシャディエ (Reshaddieh：Reşadiye)」に改名された。
一方、2番艦の建造を巡って紆余曲折があった。ブラジル政府が売却したリオデジャネイロを購入し、「スルタン・オスマン1世 (Sultan Osman-ı Evvel) と命名した。
オスマン帝国戦艦2隻（レシャディエ、オスマン1世）完成間近の1914年7月末、第一次世界大戦が勃発した。オスマン帝国はドイツ帝国と秘密裏に土独同盟を結んだので、イギリスの警戒を招いた。また1913年危機を経て、オスマン帝国海軍の増強に危機感を抱いていたロシア帝国は、サゾーノフ外務大臣がベンケンドルフ（ロシア駐英大使）を通じて「貴国で建造中の超弩級戦艦2隻がオスマン帝国に渡らないように。」と同盟（三国協商）を結んでいるイギリス政府に申し入れた（コンスタンティノープル合意）。オスマン帝国の新鋭超弩級戦艦は、前弩級戦艦を主力とするロシア海軍（黒海艦隊）を圧倒する可能性を有しており、黒海のパワーバランスとロシア南下政策を根底から覆しかねなかったのである。
このような情勢下で竣工したレシャディエは、イギリス政府のウィンストン・チャーチル海軍大臣の指示により接収され、同年8月3日付で英国海軍に編入された。
この行為はオスマン帝国の反英感情を盛り上げ、同時期にオスマン帝国領海に辿り着いたドイツ帝国海軍の軍艦2隻（ゲーベン、ブレスラウ）編入事件も重なってオスマン帝国の親独立場を鮮明にさせた。
イギリスは接収した戦艦2隻の代艦提供を申し出たが、オスマン帝国の姿勢は変わらなかった。
イギリスとトルコで同時期に生起した事件は、オスマン帝国が中央同盟国側（ドイツ帝国側）に立って参戦する要因を作った。
イギリス海軍戦艦としてエリン (HMS Erin) と改名された本艦は1914年8月23日に就役、リヴァプールに移動して残工事をおこなった。9月8日に出港し、イギリス艦隊に加わった。第4戦艦戦隊に所属した。
大戦中、三脚マストの頂部に新型の射撃方位盤を設置したほか、射撃指揮所の拡大、2番煙突後部に探照灯台の新設といった改装を行っている。

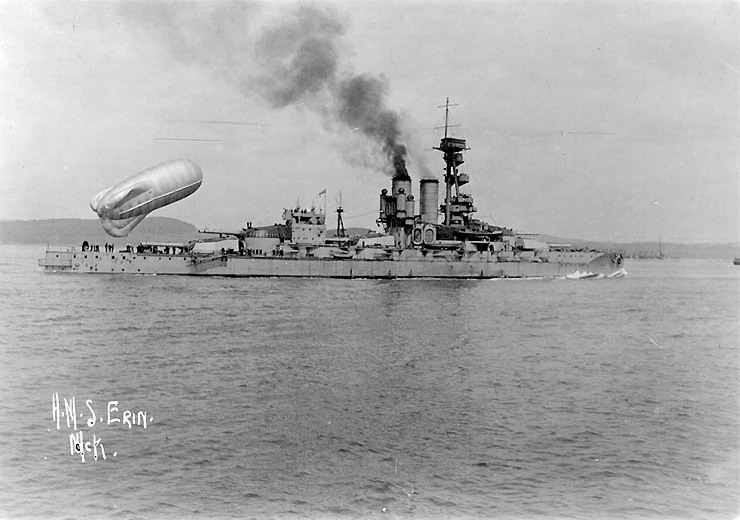
観測気球とエリン、1918年。

1916年5月31日から6月1日にかけて第2戦艦戦隊 (2nd Battle Squadron) 第1分隊（キング・ジョージ5世、エイジャックス、センチュリオン、エリン）としてユトランド沖海戦に参加した。観戦武官として度々エリンに乗艦していた日本海軍の黒田琢磨機関少佐は、本艦の艦橋から英独艦隊決戦を記録している。
ジェリコー提督直率の主力艦隊（戦艦艦隊）最左翼で殿艦だったエリンは、ドイツ帝国海軍の大洋艦隊 (Hochseeflotte) から最も遠い位置にあり、主砲を発砲する機会がないまま終わっている。
1917年に後部艦橋の改正と7.62cm高射砲2基の設置等を含む改装を行い、1918年に2番・3番砲塔の上部に陸上機の滑走台を設けた。
第1次大戦後、1919年10月にはノア管区所属の練習艦となり、同年12月よりチャタム工廠で戦艦の砲塔操作の練習用として用いられている。
エリンは1920年の7～8月にはデヴォンポート海軍基地で大規模修理に入った。これは、当時開催準備が進められていたワシントン海軍軍縮条約において「練習戦艦」として保有枠の制限から外すことを意図していたものだが、最終的には練習戦艦としての保有枠にはオライオン級戦艦のサンダラー (HMS Thunderer) が選ばれたため、エリンは1922年5月をもって退役、スクラップとしてコックス・アンド・ダンクス社（Cox & Danks Shipbreaking Co）に売却され、同年12月19日に除籍となり、クイーンズバラで1923年に解体された。
中央アジアではオスマン帝国がトルコ革命によって打倒され、列強はアンカラ政府を承認してトルコ共和国が樹立する。そしてトルコ共和国が諸外国と締結したローザンヌ条約などにより賠償請求問題に決着がつき、戦艦レシャディエ（エリン）とスルタン・オスマン1世（エジンコート）などを巡る金銭問題も解決した。

## 艦形

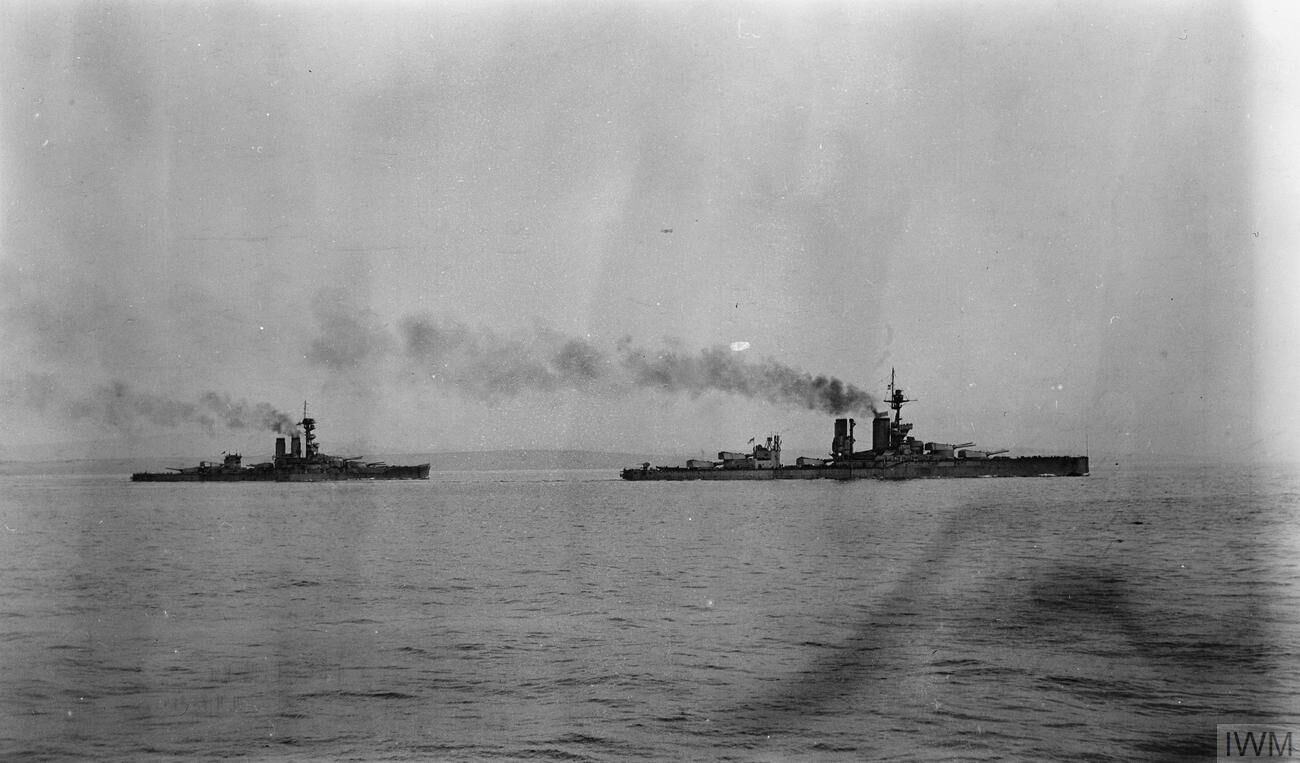
スカパ・フロー泊地を航行するエリン。僚艦センチュリオン（KGV級戦艦）が先行する。

本艦のタイプシップはキング・ジョージ5世級戦艦（初代）であるが、随所にオスマン帝国の意向に沿った仕様が見られる。原型ではオスマン帝国最大の大きさを誇るドックをもってしても全長が収まらず、整備が出来ないために全長を12m縮め、幅を0.8m広くする改設計を行った。全長が短くなったために艦内容積が不足するのをカバーするために船体形状は短船首楼型船体から船首楼を4番砲塔基部まで伸ばす長船首楼型船体に改めた為、本艦は当時のイギリス戦艦の中で最上の凌波性を持つ艦となった。更に、その船首楼側面を副砲ケースメイトのスペースに充てたために本艦の副砲は極めて広い射界を持っていた。主砲搭載様式はキング・ジョージ5世級と変わらないが、船首楼甲板が延びたために3番主砲塔が甲板一段分上がって波浪の影響を受けにくくなった。
艦型の概要は以下のとおり。浮力確保のため水面下に膨らみを持つ艦首から艦首甲板上に新設計の34.3ｃｍ砲を収めた連装式の主砲塔が背負い式配置で2基、2番主砲塔の基部から菱形状の上部構造物が始まり、その上に司令塔を組み込んだ操舵艦橋が設けられ、それを基部として頂上部と中段部に見張り所を持つ三脚型の前部マストが立つ。その背後には2本煙突が立ち、その間隔は狭かった。その周囲は艦載艇置き場となっており、前部マストの基部に付いたクレーン1基により運用された。中央部甲板上に3番主砲塔が後ろ向きに1基配置された背後に後部上部構造物が設けられ、後部見張り所を基部として簡素な後部マストが立った。船首楼甲板は4番主砲塔の基部で終了し、4番・5番主砲塔が後ろ向きの背負い式で2基が配置された。副砲の15.2cm速射砲は単装砲架で船首楼の側面に片舷8基の計16基が配置されていた。
無線通信用空中線は、艦首から艦橋マスト頂点、そこから後部艦橋の簡易マストに結ばれている

## 武装

### 主砲
本艦の主砲は、砲身サイズは34.3cmのままであったが砲塔を新設計とした「Mark VI 34.3cm（45口径）ライフル砲」を採用している。その性能は砲口初速745m/s、635kgの砲弾を最大仰角20度で21,130mまで到達し、射程9,140mで舷側装甲318mmを貫通する能力を持っていた。この砲を新型のD型砲塔へ更新された。動作性能は仰角20度・俯角3度である。旋回角度は単体首尾線方向を0度として1番・2番・4番・5番砲塔は左右150度であったが、3番砲塔は150度の旋回角のうち後部艦橋を避けるため後方0度から左右15度の間が死角となっていた。発射速度は毎分1.5発程度、熟練の砲手により短時間ならば毎分2発が可能であった。
なおイギリス海軍は1番主砲をA砲塔、2番主砲をB砲塔と呼称していたが、エリンに限ってはトルコ政府時代に倣って2番砲塔を「F砲塔」と呼ぶ。エリンの1番主砲塔は“Ａ”、2番砲塔は“Ｆ”、3番砲塔は“Ｑ”、4番砲塔は“Ｘ”、5番砲塔は“Ｙ”と割り振られていた。

### 副砲、その他の備砲・雷装
副砲は新設計の「Mark XVI 15.2cm(50口径)砲」を採用した。その性能は45.3kgの砲弾を最大仰角15度で13,385mまで到達する能力を持っていた。発射速度は毎分5～7発程度であった。これを単装砲架で仰角15度・俯角7度、左右80度の射界を持っていた。他に「7.62cm（45口径）高角砲」を単装砲架で2基、57mm（50口径）単装速射砲を6基、対艦攻撃用として53.3cm魚雷発射管を単装で1番・5番主砲塔の側面に1基ずつ片舷2基で計4基配置していた。

## 防御

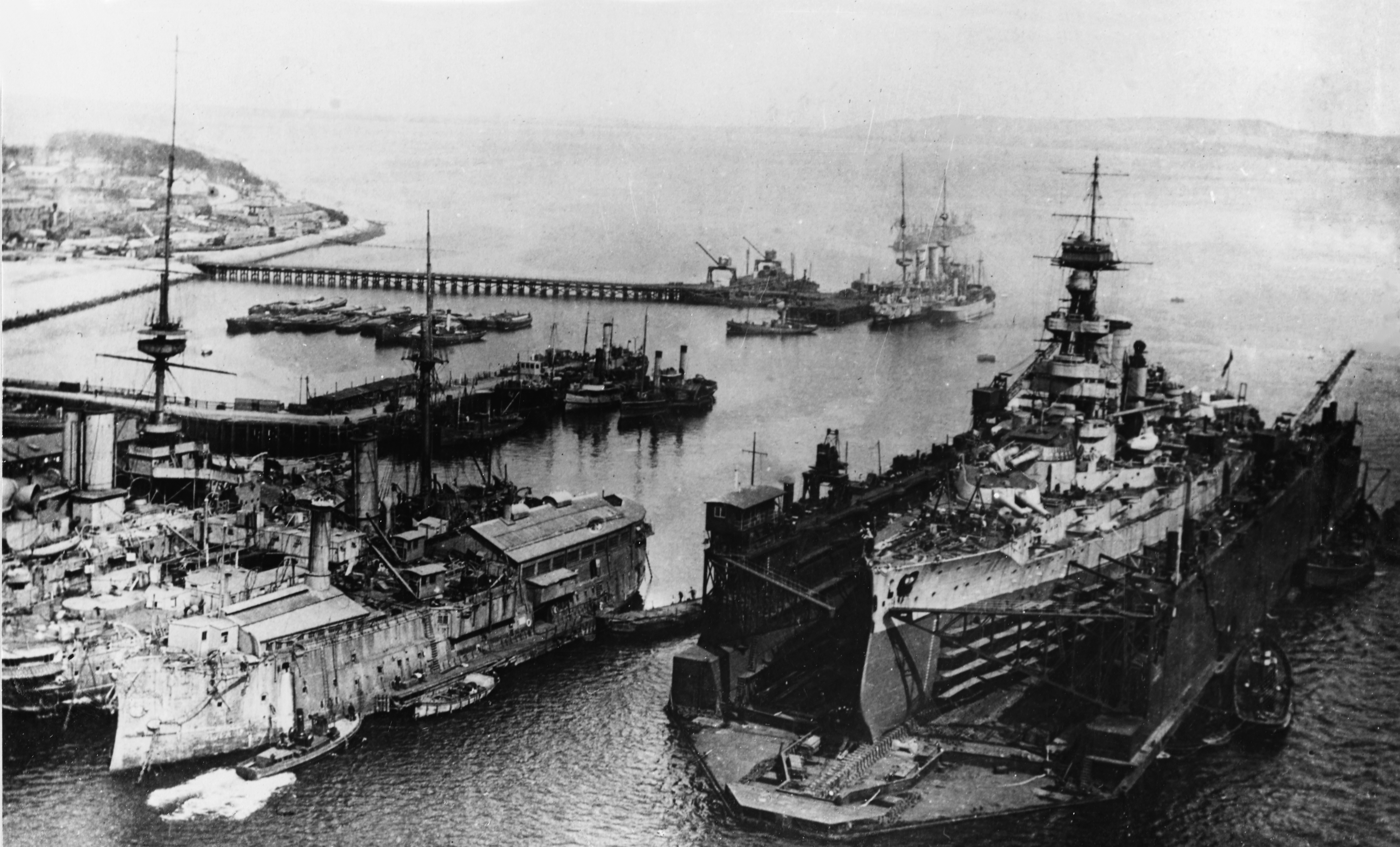
浮きドックで整備を受けるエリン
（1918年頃の撮影）

装甲帯はタイプシップとなったキング・ジョージ5世級戦艦よりも短くなっていた。防御方式は当時の主流として全体防御方式を採用しており、艦首甲板半ばから艦尾甲板中部までの舷側全体を覆っていた。1番主砲塔から5番主砲塔にかけての水線部の装甲厚は305mmで艦首と艦尾の末端部は102mmであった。甲板部の水平防御については、主防御甲板の装甲厚は75mmである。

## 機関
本艦の機関はバブコック・アンド・ウィルコックス式石炭・重油混焼水管缶15基にパーソンズ式直結タービン4基4軸推進で最大出力26,500馬力で速力21.0ノットを発揮した。石炭2,120トンと重油710トンを搭載しており、石炭のみの航続距離は10ノットで3,400海里で重油を併用すれば10ノットで5,300海里を航行できる計算であった。石炭積載量ではキング・ジョージ5世級戦艦より1,000トン以上も少なく航続距離を犠牲にしていたが、イギリス海軍は「北海のみでの運用とすれば問題ない」と考えていたとされる。

## 金剛型戦艦との関係

竣工時の巡洋戦艦金剛。

レシャディエ（エリン）は日本の金剛型巡洋戦艦のタイプシップである。両艦の設計者はヴィッカーズ社のジョージ・E・サーストン卿であり、両艦（レシャディエ、金剛）ともヴィッカース社で建造され、主砲塔および副砲の配置・船体・甲板数・防御様式などに類似点がある。サーストン卿自身が「金剛はレシャド五世（エリン）」を基にした」と発言している。よって金剛型がライオン級巡洋戦艦を基にしたとする説は誤りである。ただし金剛型が先行するライオン級の設計も参考にしている可能性はある。
高速化するために、戦艦であるエリンから4番砲塔と後部艦橋構造物を撤去し、もしくは3番砲塔を撤去し4番砲塔と後部艦橋構造物を前方にずらすことで確保した空間に、汽缶を増設し（3番砲塔の前に集中配置）、機械室を増強し（3番砲塔と4番砲塔の間に集中配置）、装甲を薄くして軽量化し、船体を延長することで、巡洋戦艦化したものが金剛型戦艦であるといえよう。

## 東ヨーロッパの主力艦建艦競争
| 艦船 | 国                                         | 常備／満載排水量 | 速力    | 建造                            | 起工           | 進水           | 竣工           | 概要 |
| --- | ------------------------------------------ | ---------------- | ------- | ------------------------------- | -------------- | -------------- | -------------- | --- |
| イェロギオフ・アヴェロフ | ギリシャ                                   | 9,832／10,100t   | 23 kt   | イタリア王国                    | 1907年4月17日  | 1910年3月12日  | 1911年5月16日  | 装甲巡洋艦。主砲は47口径9.2インチ（23.4センチ）連装砲×2基、45口径7.5インチ（19.1センチ）連装砲×4基。イタリア王国のピサ級巡洋艦をギリシャが購入。博物館船として現存 |
| トゥルグート・レイス | ドイツ帝国 · オスマン帝国の旗              | 9,855／10,500t   | 16 kt   | ドイツ帝国                      | 1890年5月      | 1891年12月14日 | 1894年10月14日 | 前弩級戦艦。主砲は40口径11インチ（28センチ）連装砲×2基、35口径11インチ連装砲×1基。ブランデンブルク級戦艦のヴァイセンブルグで、1910年9月12日にオスマン帝国へ売却、トゥルグート・レイス級装甲艦のTurgut Reisとなる。同様に姉妹艦クルフュルスト・フリードリヒ・ヴィルヘルムもオスマン帝国に売却され、バルバロス・ハイレッディンとなる。 |
| テゲトフ |                                            | 19,698／21,595 t | 20 kt   |                                 | 1910年9月24日  | 1912年3月21日  | 1913年7月21日  | 弩級戦艦。主砲は45口径12インチ（30.5センチ）三連装砲×4基。テゲトフ級戦艦のネームシップで、イタリア海軍の弩級戦艦ダンテ・アリギエーリ (Dante Alighieri) に対抗した。 |
| レシャディエ | オスマン帝国の旗 · イギリスの旗            | 22,780／30,250 t | 21 kt   | イギリスの旗                    | 1911年8月1日   | 1913年9月3日   | 1914年8月接収  | 超弩級戦艦。主砲は45口径13.5インチ（34.3センチ）連装砲×5基。本記事で解説。レシャド5世からレシャディエに改名し、完成直前にイギリスに接収され、エリンとして就役。 |
| リオデジャネイロ | ブラジル · オスマン帝国の旗 · イギリスの旗 | 27,500／27,850 t | 22 kt   | イギリスの旗                    | 1911年9月14日  | 1913年1月22日  | 1914年8月接収  | 弩級戦艦。主砲は45口径12インチ（30.5センチ）連装砲×7基。南米建艦競争によりブラジルがイギリスのアームストロング社に発注したが売却。レシャディエ級戦艦2番艦のかわりにオスマン帝国が1913年後半に購入しスルタン・オスマン1世と命名。1914年8月3日、イギリス政府により接収されエジンコートと改名。                                         |
| インペラトリッツァ・マリーヤ | ロシア帝国の旗 · ソビエト連邦の旗          | 22,600 t         | 21 kt   | ロシア帝国の旗                  | 1911年10月30日 | 1913年10月19日 | 1915年6月10日  | 弩級戦艦。52口径12インチ（30.5センチ）三連装砲×4基。ガングート級戦艦の発展型。黒海艦隊向けに3隻建造されたインペラトリッツァ・マリーヤ級戦艦のネームシップ。レシャディエ（エリン）と同時期に起工したが、竣工は世界大戦突入後となった。                                                                                                |
| サラミス | ギリシャ                                   | 19,500／21,500 t | 23 kt   | ドイツ帝国 · アメリカ合衆国の旗 | 1912年7月23日  | 1914年11月11日 | 建造中止       | 超弩級戦艦、主砲は45口径14インチ連装砲×4基。ギリシャがドイツ帝国に発注。主砲をアメリカ合衆国で製造したが、イギリス海軍に売却されアバクロンビー級モニターとなる。船体は進水後にドイツが浮き校舎として利用。 |
| ボロシノ | ロシア帝国の旗 · ソビエト連邦の旗          | 32,500 t         | 26.5 kt | ロシア帝国の旗                  | 1912年12月19日 | 1915年7月19日  | 建造中止       | 巡洋戦艦（高速戦艦）。ボロジノ級巡洋戦艦のネームシップで、他に姉妹艦3隻（イスマイール、キンブルン、ナワリン）が起工した。52口径35.6センチ三連装砲塔×4基。1915年に進水したが、全隻建造中止になった。 |
| ヴァシレフス・コンスタンチノス | ギリシャ · フランスの旗                    | 23,230／25,000 t | 20 kt   | フランスの旗                    | 1914年6月12日  | 1915年解約     | 建造中止       | 超弩級戦艦。主砲は45口径34センチ連装砲×5基。プロヴァンス級戦艦の輸出仕様で、フランスで建造。1915年に契約を解消、フランスがサヴォアと改名、1916年に建造中止。 |
| キルキス | アメリカ合衆国の旗 · ギリシャ              | 13,000／14,239 t | 17 kt   | アメリカ合衆国の旗              | 1904年5月12日  | 1905年9月30日  | 1908年2月1日   | 前ド級戦艦。主砲は45口径12インチ連装砲×2基。ギリシャ王国がドイツ帝国やフランスに発注した超弩級戦艦が間に合わず、アメリカのミシシッピ級戦艦ミシシッピを購入する。1914年7月21日付でギリシャ海軍のキルキスとなる。同様に姉妹艦アイダホも購入し、レムノスと改名した。                                                                    |
| ゲーベン | ドイツ帝国 · オスマン帝国の旗              | 22,979／25,400 t | 28.4 kt | ドイツ帝国                      | 1909年12月7日  | 1911年3月28日  | 1912年7月2日   | 巡洋戦艦。主砲は50口径11インチ連装砲×5基。モルトケ級大型巡洋艦の2番艦で、ドイツ地中海戦隊配備。第一次世界大戦勃発時、イギリス地中海艦隊に追跡されてオスマン帝国に逃げ込む。1914年8月16日付でオスマン帝国に譲渡され、同海軍のヤウズ・スルタン・セリムとなる。                                                                         |
| 国家： · ブラジル オーストリア＝ハンガリー帝国 ドイツ帝国 フランス共和国 イタリア王国 ギリシャ王国 オスマン帝国 イギリス ロシア帝国 アメリカ合衆国 |                                            |                  |         |                                 |                |                |                | |
| 出来事： 希土戦争（ギリシャ × オスマン帝国、1897年2月 - 1897年12月）、伊土戦争（イタリア王国 × オスマン帝国、1911年9月 - 1912年10月18日）、第一次バルカン戦争（バルカン同盟 × オスマン帝国、1912年10月8日 - 1913年5月）、第一次世界大戦（1914年7月28日 - 1918年11月） |                                            |                  |         |                                 |                |                |                | |

### 注
1. ↑  ちょうどオスマン帝国はドイツ帝国と軍事同盟（英語版、ドイツ語版）を結んだばかりだった[5][6]。
2. ↑  同時に接収されたトルコ戦艦スルタン・オスマン1世は、英戦艦エジンコート (HMS Agincourt) と改名された[9]。
3. ↑  イギリス海軍からギャンブル（英語版）提督（1909年2月～1910年3月）、ウィリアムズ（英語版）提督（1910年4月～1912年4月）、リムパス（英語版）提督（1912年5月～1914年9月）が派遣され、オスマン帝国艦隊総司令官（コモンドン・ド・ラ・フロット）に任命されていた[17]。
4. ↑  アーサー・リンパス提督（イギリス海軍使節団）はオスマン帝国の海軍力を強化すると共に「イギリスは海軍や沿岸警備に幅広い経験を有しています」「地上戦に関してはドイツ陸軍とドイツ人顧問に、そして海軍についてはイギリスの顧問から聞くのが一番賢明だと確信しています。」とオスマン海軍本部に進言した[18]。
5. ↑  武装巡洋艦アヴエロツフ(一九一〇年三月進水)[20]　排水量九四五〇噸、時速二二節半。伊太利の同種艦ピサの姉妹艦。三六吋探照燈二基を有す。
6. ↑  トルコ側が希望したのは「其ノ語氣ヨリ察スルニ伊吹（鞍馬型巡戦）生駒（筑波型巡戦）ノ如キモノヲ希望シ居ルカ如シ」であったという（珍田大使より小村外務大臣へ報告）[22]。
7. ↑  ドイツ艦は、装甲艦バルバロス・ハイレッディン (Barbaros Hayreddin) (旧名：クルフェスト・フリードリヒ・ヴィルヘルム) 、装甲艦トゥルグト・レイス (Turgut Reis) (旧名：ヴァイセンブルク) と改名した。
8. ↑  ビッグマンスペシャル『世界の戦艦、大艦巨砲編』152ページでは、オスマン帝国が発注したのはレシャディエ (Reşadiye) 、レシャディエハミス (Reshad-i Hammiss) 、ファチキ (Fatih) とする[28]。
9. ↑  ギリシャ政府はドイツ帝国に戦艦サラミス (Σαλαμίς) を発注した[30]。フランスに [31]、戦艦ヴァシレフス・コンスタンチノス(Βασιλεύς Κωνσταντίνος Ι) を発注した。
10. ↑  接収時の状況を、新戦艦配属予定だったラウフ・オルバイが自伝『地獄の石臼』で回想している。
11. ↑  トルコは已に八月一日に於て、ドイツとの秘密の同盟條約を結び、ロシヤが戰爭に参加せば、相互の間に應援義務の發生すべきを定めたり。同日午後ロシヤが戰爭に加はるに至り、同盟條約の實施條件が備はるに至れり。オーストリヤも亦トルコとの同盟條約に加盟せり。該條約は嚴に秘密に付せられ、トルコの参戰の準備成るの日に至る迄、トルコは中立の維持を装ふべきことと爲せり。』聯合軍側に於て、八月一日のドイツ、トルコ間の秘密同盟條約の成立を確知し得ざりしより、トルコに對して種々の提議を爲し、之をして中立を維持せしめんと計れり。』ヨーロッパ大戰開始の頃、八月三日に於て、イギリス内閣は、國内の造船所に於てトルコ政府の爲めに製造中なりし二隻の軍艦の徴發を行ひ、トルコ政府の憤怒を招けり。ドイツ、イギリス間の開戰あるや、ドイツ軍艦ゲーベン號及びプレスラウ號の二隻がボスフォラス海峡に竄入し、トルコは是等のドイツ軍艦を購入せりと稱し、イギリス政府は、國際法違反の故を以て、之に關して抗議を提出せり。[35](以下略)
12. 1 2  トルコ當局は敵諸國大使に對し、軍艦ゲーベン及ブレスローの入航は、トルコが之を買上たるによるものなり、との説明を與へ、兩艦を以てかねて英國に於て建造中なりしトルコの新建造艦ズルタン・オスマン及レシャト五世の二隻が開戰と同時に、英海軍に徴發せられたるを以て其の代艦たるものなり、と主張せり。茲に於て英國はトルコに對し、戰後同價値なる代艦を引渡すべしと誓約したるにも拘はらず、トルコは兩艦はトルコの所有に轉じたりとの口實を設けて敢て動かざりき。兩艦は八月十六日トルコ旗を掲げ、同日首都の沖合に投錨し、トルコ人士官及兵員若干を配乗せしめたる後、海軍大臣は艦上に嚴粛なる儀式を擧げて兩艦の虚構なる移管を行ひ、軍艦ゲーベンにはヤブス・ズルタン・ゼリムなる艦名を　ブレスローにはミデイリなる艦名を與へ、戰隊司令官ズーホン提督を、トルコ海上諸艦艇の指揮官に任命せり[38]。(以下略)
13. ↑  巡洋戦艦ゲーベンは、オスマン帝国軍艦ヤウズ・スルタン・セリム (Yavuz Sultan Selim) となった[39]。小型巡洋艦ブレスラウはミディッリ (Midilli) と改名された[38]。
14. ↑  エリンが第2戦艦戦隊に転出したあと、第4戦艦戦隊には戦艦カナダ（チリがイギリスに発注したアルミランテ・ラトーレ（英語版）を接収した超弩級戦艦）が編入されている[42]。
15. ↑  なお巡洋戦艦クイーン・メリー (HMS Queen Mary) が轟沈した際[47]、観戦武官の下村忠助少佐が戦死した[48]。戦艦ヴァンガード (HMS Vanguard) に派遣されていた今村信次郎少佐は、眼病のため病院船で治療中だった[46]。
16. ↑  對土協約議定書の調印[53](中略)次ぎに、賠償問題に就いては、土耳古が獨墺兩國の中央銀行に寄託せる五百萬土耳古磅の金貨と、土耳古が英國に注文せる軍艦手附金五百英磅の金貨とを聯合國に提供し、之にて土國と聯合國間の一切の損害を相殺する事に一旦協定せるを、其の後、英國は、内政上の理由により、右の手附金を聯合國間に分配しがたき事となりし爲め、其の代りとして、軍艦購入資金として英國にて募集せる土耳古の國際證券九十三萬土耳古磅に相當する額の提供を申出て、依つて、更に聯合國間の意見纏まり次第、賠償分配協約が聯合國間に調印せらるべき決せり。其他經濟篇、交通篇等も、別段の難問題なく解決せられたり。(以下略)
17. ↑  金剛はヴィッカース社で1911年（明治44年）1月17日に起工、1912年（明治45年）5月18日に進水、1913年（大正二年）8月16日に竣工して日本に回航され、同年11月5日横須賀に到着した[62]。